# Stefan Eichberger
Stefan Eichberger (* 24. November 2000) ist ein österreichischer Skirennläufer. Er gehört seit der Saison 2024/25 dem ÖSV B-Kader an.

## Biographie
Eichberger stammt aus Kleinlobming, einem Ortsteil der Gemeinde Lobmingtal und startet von der ESV Knittelfeld. Er gab sein internationales Renndebüt am 28. November 2016 bei einem FIS Slalom am Pass Thurn. In den darauffolgenden Jahren startete Eichberger hauptsächlich bei FIS-Rennen in Österreich sowie ab 2020 vermehrt auch im Europacup. Im Dezember 2022 zog er sich beim Training auf der Reiteralm eine schwere Knieverletzung zu, so erlitt er unter anderem einen Riss des Kreuz- und Innenbands sowie des Meniskus zu.
Bei seinem Comeback im Europacup am 14. Dezember 2023 konnte sich Eichberger mit Rang 10 auf Anhieb in den Top 10 platzieren. Einen knappen Monat später durfte er bei der Abfahrt auf der Streif in Kitzbühel sein Weltcupdebüt geben, wobei er als 41. die Weltcuppunkte klar verpasste. Wenige Tage später gelang ihm mit Rang 2 im Super-G von Tarvis seine erste Podestplatzierung im Europacup. In der Europacupsaison 2024/25 belegte schließlich in der Super-G-Wertung den Vierten Platz und verpasste so nur knapp einen Fixstartplatz für die Weltcupsaison 2024/25.
Am 6. Dezember 2024 gewann Eichberger seine ersten Weltcuppunkte, er belegte den 20. Platz in der Abfahrt von Beaver Creek. Tags darauf konnte er sich im Super-G nochmals steigern und erreichte Rang 14.
Bei der Abfahrt von Gröden am 21. Dezember 2024 fuhr Eichberger mit der hohen Startnummer 56 noch auf den 6. Platz, seine erste Top-10-Platzierung im Weltcup. Aufgrund diesen Erfolges wurde Eichberger für die Weltmeisterschaften 2025 in Saalbach nominiert. Dort belegte er Rang 28 in der Abfahrt, in der Team Kombination schied er gemeinsam mit Dominik Raschner im zweiten Durchgang aus.

## Erfolge

### Weltmeisterschaften
- Saalbach-Hinterglemm 2025: 28. Abfahrt, DNF Team Kombination

### Weltcup
- Zwei Platzierungen unter den besten 10

### Weltcupwertungen
| Saison  | Gesamt | Gesamt | Abfahrt | Abfahrt | Super-G | Super-G |
| Saison  | Platz  | Punkte | Platz   | Punkte  | Platz   | Punkte  |
| ------- | ------ | ------ | ------- | ------- | ------- | ------- |
| 2024/25 | 33.    | 270    | 15.     | 129     | 16.     | 141     |

### Europacup
- 4 Platzierungen unter den besten 5, davon 2 Podestplätze

### South American Cup
- 2 Platzierungen unter den besten 5, davon ein Podestplatz

### Weitere Erfolge
- 3 Siege bei FIS-Rennen
- Bronze bei den österreichischen Meisterschaften in der Abfahrt (2021)